# Hydrocolus oblitoides
Hydrocolus oblitoides là một loài bọ cánh cứng trong họ Bọ nước. Loài này được Roughley & Larson miêu tả khoa học năm 2000.